# (11949) Kagayayutaka
(11949) Kagayayutaka (1993 SD2) – planetoida z pasa głównego asteroid okrążająca Słońce w ciągu 5,44 lat w średniej odległości 3,09 j.a. Odkryta 19 września 1993 roku.